# Liste des chapelles de la Manche
La liste des chapelles de la Manche présente les chapelles de culte catholique situées sur le territoire des communes du départements français de la Manche.
Il est fait état des diverses protections dont elles peuvent bénéficier, et notamment les inscriptions et classements au titre des monuments historiques.
Toutes sont situées dans le diocèse de Coutances et Avranches.

## Liste
| Chapelle                                                                                       | Commune                        | Adresse | Coordonnées                        | Notice         | Protection | Date | Illustration                                                             |
| ---------------------------------------------------------------------------------------------- | ------------------------------ | ------- | ---------------------------------- | -------------- | ---------- | ---- | ------------------------------------------------------------------------ |
| Chapelle de l'institut Saint-Lô d'Agneaux                                                      | Agneaux                        |         | 49° 07′ 09″ nord, 1° 06′ 27″ ouest |                |            |      | Image manquante Téléverser                                               |
| Chapelle Sainte-Marie d'Agneaux                                                                | Agneaux                        |         | 49° 07′ 14″ nord, 1° 07′ 13″ ouest |                |            |      | Chapelle Sainte-Marie d'Agneaux                                          |
| Chapelle Notre-Dame-de-Fiévroux de la Provôtière                                               | Aucey-la-Plaine                |         | 48° 31′ 36″ nord, 1° 26′ 58″ ouest |                |            |      | Image manquante Téléverser                                               |
| Chapelle Saint-Georges de Bouillé                                                              | Avranches                      |         | 48° 41′ 04″ nord, 1° 22′ 02″ ouest | « PA00110326 » |            |      | Chapelle Saint-Georges de Bouillé                                        |
| Chapelle de la Maison du Saint-Cœur-de-Marie d'Avranches                                       | Avranches                      |         | 48° 41′ 09″ nord, 1° 21′ 11″ ouest |                |            |      | Image manquante Téléverser                                               |
| Chapelle de l'hôpital d'Avranches                                                              | Avranches                      |         | 48° 41′ 33″ nord, 1° 21′ 06″ ouest |                |            |      | Image manquante Téléverser                                               |
| Chapelle du Carmel d'Avranches de Saint-Martin-des-Champs                                      | Avranches                      |         | 48° 40′ 22″ nord, 1° 21′ 15″ ouest |                |            |      | Image manquante Téléverser                                               |
| Chapelle du lycée Notre-Dame-de-la-Providence d'Avranches                                      | Avranches                      |         | 48° 41′ 10″ nord, 1° 22′ 14″ ouest |                |            |      | Image manquante Téléverser                                               |
| Chapelle de la communauté des Sœurs Notre-Dame-du-Mont-Carmel d'Avranches                      | Avranches                      |         | 48° 41′ 11″ nord, 1° 21′ 25″ ouest |                |            |      | Image manquante Téléverser                                               |
| Chapelle Notre-Dame de Montéglise                                                              | Barenton                       |         | 48° 36′ 10″ nord, 0° 49′ 54″ ouest | « PA00110646 » |            |      | Chapelle Notre-Dame de Montéglise                                        |
| Chapelle de la Siourie                                                                         | Barenton                       |         | 48° 35′ 22″ nord, 0° 48′ 36″ ouest |                |            |      | Image manquante Téléverser                                               |
| Chapelle du Logis de Passais                                                                   | Barenton                       |         | 48° 37′ 05″ nord, 0° 47′ 41″ ouest |                |            |      | Image manquante Téléverser                                               |
| Chapelle Notre-Dame-de-Pitié de Barenton                                                       | Barenton                       |         | 48° 36′ 05″ nord, 0° 49′ 56″ ouest |                |            |      | Chapelle Notre-Dame-de-Pitié de Barenton                                 |
| Chapelle du Pavé de l'établissement d'hébergement pour personnes âgées dépendantes de Barfleur | Barfleur                       |         | 49° 40′ 08″ nord, 1° 16′ 03″ ouest |                |            |      | Image manquante Téléverser                                               |
| Chapelle Notre-Dame de la Bretonne                                                             | Barfleur                       |         | 49° 40′ 03″ nord, 1° 15′ 41″ ouest |                |            |      | Image manquante Téléverser                                               |
| Chapelle de Barneville-Plage                                                                   | Barneville-Carteret            |         | 49° 22′ 10″ nord, 1° 46′ 03″ ouest |                |            |      | Image manquante Téléverser                                               |
| Chapelle du cimetière de Beauchamps                                                            | Beauchamps                     |         | 48° 49′ 54″ nord, 1° 21′ 24″ ouest |                |            |      | Chapelle du cimetière de Beauchamps                                      |
| Chapelle de La Foucheraie                                                                      | Beauficel                      |         | 48° 44′ 59″ nord, 0° 58′ 26″ ouest |                |            |      | Chapelle de La Foucheraie                                                |
| Chapelle de la Trinité de Beslon                                                               | Beslon                         |         | 48° 52′ 16″ nord, 1° 10′ 37″ ouest |                |            |      | Chapelle de la Trinité de Beslon                                         |
| Chapelle Notre-Dame de Mont de Besneville                                                      | Besneville                     |         | 49° 22′ 37″ nord, 1° 36′ 32″ ouest |                |            |      | Chapelle Notre-Dame de Mont de Besneville                                |
| Chapelle Heuzebrocq                                                                            | Beuvrigny                      |         | 48° 58′ 03″ nord, 0° 59′ 31″ ouest | « PA00110336 » |            |      | Chapelle Heuzebrocq                                                      |
| Chapelle du manoir de la Grande Maison de la Maison                                            | Bricquebosq                    |         | 49° 32′ 37″ nord, 1° 43′ 45″ ouest |                |            |      | Chapelle du manoir de la Grande Maison de la Maison                      |
| Chapelle de la Datinière                                                                       | Bricqueville-la-Blouette       |         | 49° 02′ 41″ nord, 1° 28′ 58″ ouest |                |            |      | Image manquante Téléverser                                               |
| Chapelle du prieuré Saint-Pierre de la Luthumière de Saint-Jouvin                              | Brix                           |         | 49° 32′ 03″ nord, 1° 36′ 52″ ouest |                |            |      | Image manquante Téléverser                                               |
| Chapelle Saint-Jouvin de Ragonde                                                               | Brix                           |         | 49° 31′ 58″ nord, 1° 36′ 35″ ouest |                |            |      | Image manquante Téléverser                                               |
| Chapelle Saint-Martin de Saint-Martin-de-Bréhal                                                | Bréhal                         |         | 48° 53′ 55″ nord, 1° 34′ 02″ ouest |                |            |      | Image manquante Téléverser                                               |
| Chapelle de Saint-Quentin-d'Elle                                                               | Bérigny                        |         | 49° 05′ 30″ nord, 0° 33′ 57″ ouest | « PA00110335 » |            |      | Chapelle de Saint-Quentin-d'Elle                                         |
| Chapelle de l'hôpital de Carentan les Marais                                                   | Carentan-les-Marais            |         | 49° 18′ 24″ nord, 1° 14′ 40″ ouest |                |            |      | Image manquante Téléverser                                               |
| Chapelle du séminaire de Carentan                                                              | Carentan-les-Marais            |         | 49° 18′ 20″ nord, 1° 14′ 42″ ouest |                |            |      | Image manquante Téléverser                                               |
| Chapelle Saint-Guingalois de la Blanche                                                        | Carentan-les-Marais            |         | 49° 18′ 29″ nord, 1° 08′ 47″ ouest |                |            |      | Chapelle Saint-Guingalois de la Blanche                                  |
| Chapelle Notre-Dame de Maudune de Carolles-Plage                                               | Carolles                       |         | 48° 45′ 39″ nord, 1° 34′ 16″ ouest |                |            |      | Image manquante Téléverser                                               |
| Chapelle Saint-Gerbold - Abbaye de Cerisy-la-Forêt                                             | Cerisy-la-Forêt                |         | 49° 11′ 50″ nord, 0° 55′ 57″ ouest | « PA00110359 » |            |      | Chapelle Saint-Gerbold - Abbaye de Cerisy-la-Forêt                       |
| Chapelle du château de la Boullaye de Cerisy-la-Forêt                                          | Cerisy-la-Forêt                |         | 49° 10′ 37″ nord, 0° 56′ 11″ ouest |                |            |      | Chapelle du château de la Boullaye de Cerisy-la-Forêt                    |
| Chapelle Saint-Germain de Querqueville                                                         | Cherbourg-en-Cotentin          |         | 49° 39′ 53″ nord, 1° 41′ 53″ ouest | « PA00110550 » |            |      | Chapelle Saint-Germain de Querqueville                                   |
| Chapelle de la Bucaille de Cherbourg-en-Cotentin                                               | Cherbourg-en-Cotentin          |         | 49° 38′ 26″ nord, 1° 37′ 51″ ouest |                |            |      | Chapelle de la Bucaille de Cherbourg-en-Cotentin                         |
| Chapelle Pie-X du hameau de la Mer                                                             | Cherbourg-en-Cotentin          |         | 49° 39′ 25″ nord, 1° 40′ 45″ ouest |                |            |      | Image manquante Téléverser                                               |
| Chapelle Notre-Dame-sur-Vire de la chapelle-sur-Vire                                           | Condé-sur-Vire                 |         | 49° 00′ 21″ nord, 1° 03′ 35″ ouest |                |            |      | Chapelle Notre-Dame-sur-Vire de la chapelle-sur-Vire                     |
| Chapelle Saint-Jean-de-Brébeuf de la Boissaie                                                  | Condé-sur-Vire                 |         | 49° 04′ 46″ nord, 1° 02′ 41″ ouest |                |            |      | Chapelle Saint-Jean-de-Brébeuf de la Boissaie                            |
| Chapelle du lycée Lebrun de Coutances                                                          | Coutances                      |         | 49° 02′ 45″ nord, 1° 26′ 32″ ouest | « PA00110376 » |            |      | Chapelle du lycée Lebrun de Coutances                                    |
| Chapelle de l'ancien couvent des Augustines de Coutances                                       | Coutances                      |         | 49° 02′ 31″ nord, 1° 26′ 46″ ouest |                |            |      | Chapelle de l'ancien couvent des Augustines de Coutances                 |
| Chapelle de la congrégation des sœurs des Sacrés-Cœurs du Parc                                 | Coutances                      |         | 49° 03′ 21″ nord, 1° 25′ 38″ ouest |                |            |      | Chapelle de la congrégation des sœurs des Sacrés-Cœurs du Parc           |
| Chapelle des frères Augustins de Coutances                                                     | Coutances                      |         | 49° 02′ 31″ nord, 1° 26′ 43″ ouest |                |            |      | Chapelle des frères Augustins de Coutances                               |
| Chapelle des Sœurs de la Miséricorde de Coutances                                              | Coutances                      |         | 49° 02′ 47″ nord, 1° 26′ 46″ ouest |                |            |      | Image manquante Téléverser                                               |
| Chapelle du couvent des Carmélites de Coutances                                                | Coutances                      |         | 49° 03′ 12″ nord, 1° 26′ 33″ ouest |                |            |      | Image manquante Téléverser                                               |
| Chapelle du couvent du Sacré-Cœur de Coutances                                                 | Coutances                      |         | 49° 02′ 54″ nord, 1° 26′ 47″ ouest |                |            |      | Image manquante Téléverser                                               |
| Chapelle du grand séminaire, actuelle chapelle du centre d'accueil diocésain de Coutances      | Coutances                      |         | 49° 02′ 57″ nord, 1° 26′ 44″ ouest |                |            |      | Image manquante Téléverser                                               |
| Chapelle Notre-Dame de la Mare de Coutances                                                    | Coutances                      |         | 49° 04′ 18″ nord, 1° 25′ 28″ ouest |                |            |      | Chapelle Notre-Dame de la Mare de Coutances                              |
| Chapelle Notre-Dame de la Roquelle                                                             | Coutances                      |         | 49° 02′ 31″ nord, 1° 26′ 06″ ouest |                |            |      | Chapelle Notre-Dame de la Roquelle                                       |
| Chapelle Notre-Dame-de-la-Victoire du prieuré des Augustins de Coutances                       | Coutances                      |         | 49° 02′ 28″ nord, 1° 26′ 42″ ouest |                |            |      | Chapelle Notre-Dame-de-la-Victoire du prieuré des Augustins de Coutances |
| Chapelle de la Guérie                                                                          | Coutances                      |         | 49° 03′ 35″ nord, 1° 25′ 20″ ouest |                |            |      | Image manquante Téléverser                                               |
| Chapelle Notre-Dame du Buisson de Créances                                                     | Créances                       |         | 49° 11′ 21″ nord, 1° 31′ 20″ ouest |                |            |      | Chapelle Notre-Dame du Buisson de Créances                               |
| Chapelle Notre-Dame-du-Bon-Secours de Mont de Doville                                          | Doville                        |         | 49° 19′ 16″ nord, 1° 33′ 32″ ouest |                |            |      | Chapelle Notre-Dame-du-Bon-Secours de Mont de Doville                    |
| Chapelle du château du Plantis                                                                 | Ducey-Les Chéris               |         | 48° 37′ 57″ nord, 1° 13′ 54″ ouest |                |            |      | Image manquante Téléverser                                               |
| Chapelle Notre-Dame-de-Lorette de Fermanville                                                  | Fermanville                    |         | 49° 40′ 42″ nord, 1° 26′ 53″ ouest |                |            |      | Image manquante Téléverser                                               |
| Chapelle Notre-Dame-de-Lorette de la colonie de vacances de Fermanville                        | Fermanville                    |         | 49° 41′ 26″ nord, 1° 27′ 53″ ouest |                |            |      | Image manquante Téléverser                                               |
| Chapelle Notre-Dame-de-Lorette de la colonie de vacances de Fermanville                        | Fermanville                    |         | 49° 41′ 26″ nord, 1° 27′ 53″ ouest |                |            |      | Image manquante Téléverser                                               |
| Chapelle Notre-Dame-de-l'Huis de Feugères                                                      | Feugères                       |         | 49° 09′ 04″ nord, 1° 19′ 10″ ouest |                |            |      | Chapelle Notre-Dame-de-l'Huis de Feugères                                |
| Chapelle Saint-Sulpice de Fresville                                                            | Fresville                      |         | 49° 26′ 18″ nord, 1° 21′ 23″ ouest |                |            |      | Chapelle Saint-Sulpice de Fresville                                      |
| Chapelle des Marins de Gatteville-le-Phare                                                     | Gatteville-le-Phare            |         | 49° 41′ 12″ nord, 1° 16′ 55″ ouest | « PA00110405 » |            |      | Chapelle des Marins de Gatteville-le-Phare                               |
| Chapelle Saint-Jean de Gavray                                                                  | Gavray-sur-Sienne              |         | 48° 54′ 46″ nord, 1° 21′ 03″ ouest |                |            |      | Chapelle Saint-Jean de Gavray                                            |
| Chapelle Sainte-Anne de Genêts                                                                 | Genêts                         |         | 48° 40′ 56″ nord, 1° 28′ 34″ ouest |                |            |      | Chapelle Sainte-Anne de Genêts                                           |
| Chapelle Sainte-Anne des Marais de Gorges                                                      | Gorges                         |         | 49° 16′ 08″ nord, 1° 22′ 57″ ouest |                |            |      | Chapelle Sainte-Anne des Marais de Gorges                                |
| Chapelle Notre-Dame-des-Victoires de Chausey                                                   | Granville                      |         | 48° 52′ 22″ nord, 1° 49′ 38″ ouest |                |            |      | Chapelle Notre-Dame-des-Victoires de Chausey                             |
| Chapelle Saint-Nicolas, église paroissiale du château de Grainville                            | Granville                      |         | 48° 49′ 50″ nord, 1° 33′ 55″ ouest |                |            |      | Image manquante Téléverser                                               |
| Chapelle de l'ermitage Saint-Gerbold des Landes                                                | Gratot                         |         | 49° 04′ 26″ nord, 1° 28′ 46″ ouest |                |            |      | Chapelle de l'ermitage Saint-Gerbold des Landes                          |
| Chapelle Sainte-Thérèse de Hambye                                                              | Hambye                         |         | 48° 56′ 50″ nord, 1° 15′ 53″ ouest |                |            |      | Chapelle Sainte-Thérèse de Hambye                                        |
| Chapelle de Hauteville-Plage                                                                   | Hauteville-sur-Mer             |         | 48° 58′ 29″ nord, 1° 33′ 41″ ouest |                |            |      | Image manquante Téléverser                                               |
| Chapelle Sainte-Suzanne d'Hudimesnil                                                           | Hudimesnil                     |         | 48° 51′ 13″ nord, 1° 29′ 02″ ouest |                |            |      | Chapelle Sainte-Suzanne d'Hudimesnil                                     |
| Chapelle Notre-Dame-de-la-Miséricorde-et-du-Rosaire de Pain d'Avaine                           | Isigny-le-Buat                 |         | 48° 37′ 11″ nord, 1° 10′ 21″ ouest |                |            |      | Chapelle Notre-Dame-de-la-Miséricorde-et-du-Rosaire de Pain d'Avaine     |
| Chapelle Notre-Dame-du-Bon-Secours de La Baleine                                               | La Baleine                     |         | 48° 55′ 29″ nord, 1° 18′ 55″ ouest |                |            |      | Image manquante Téléverser                                               |
| Chapelle du fort Saint-Martin                                                                  | La Hague                       |         | 49° 42′ 56″ nord, 1° 53′ 44″ ouest |                |            |      | Chapelle du fort Saint-Martin                                            |
| Chapelle du prieuré Saint-Hermel de Vauville                                                   | La Hague                       |         | 49° 38′ 34″ nord, 1° 50′ 46″ ouest |                |            |      | Chapelle du prieuré Saint-Hermel de Vauville                             |
| Chapelle du Sacré-Cœur de Hameau aux Fèvres                                                    | La Hague                       |         | 49° 40′ 34″ nord, 1° 46′ 12″ ouest |                |            |      | Image manquante Téléverser                                               |
| Chapelle Notre-Dame des Bizeaux                                                                | La Hague                       |         | 49° 42′ 43″ nord, 1° 54′ 54″ ouest |                |            |      | Chapelle Notre-Dame des Bizeaux                                          |
| Chapelle Saint-Laurent du Haut de Nacqueville                                                  | La Hague                       |         | 49° 39′ 59″ nord, 1° 44′ 06″ ouest |                |            |      | Image manquante Téléverser                                               |
| Chapelle du fort de l'Ozourie                                                                  | La Haye                        |         | 49° 17′ 25″ nord, 1° 39′ 01″ ouest |                |            |      | Image manquante Téléverser                                               |
| Chapelle Saint-Ortaire du Dézert                                                               | Le Dézert                      |         | 49° 11′ 37″ nord, 1° 10′ 23″ ouest | « PA50000027 » |            |      | Chapelle Saint-Ortaire du Dézert                                         |
| Chapelle Notre-Dame-de-Bon-Secours du Grand-Celland                                            | Le Grand-Celland               |         | 48° 40′ 38″ nord, 1° 11′ 26″ ouest |                |            |      | Chapelle Notre-Dame-de-Bon-Secours du Grand-Celland                      |
| Tour-chapelle du manoir de Barville                                                            | Le Mesnil-au-Val               |         | 49° 35′ 55″ nord, 1° 31′ 32″ ouest |                |            |      | Tour-chapelle du manoir de Barville                                      |
| Chapelle Saint-Aubert du Mont-Saint-Michel                                                     | Le Mont-Saint-Michel           |         | 48° 38′ 11″ nord, 1° 30′ 48″ ouest | « PA00110462 » |            |      | Chapelle Saint-Aubert du Mont-Saint-Michel                               |
| Chapelle Saint-Sébastien du Mont-Saint-Michel                                                  | Le Mont-Saint-Michel           |         | 48° 38′ 08″ nord, 1° 30′ 36″ ouest | « PA00110498 » |            |      | Chapelle Saint-Sébastien du Mont-Saint-Michel                            |
| Chapelle Sainte-Anne du Plessis-Lastelle                                                       | Le Plessis-Lastelle            |         | 48° 17′ 13″ nord, 1° 25′ 11″ ouest |                |            |      | Image manquante Téléverser                                               |
| Chapelle Sainte-Marie de Sainte-Marie-du-Bois                                                  | Le Teilleul                    |         | 48° 33′ 45″ nord, 0° 53′ 31″ ouest |                |            |      | Chapelle Sainte-Marie de Sainte-Marie-du-Bois                            |
| Chapelle Notre-Dame du Vœu de Lengronne                                                        | Lengronne                      |         | 48° 55′ 49″ nord, 1° 23′ 45″ ouest |                |            |      | Chapelle Notre-Dame du Vœu de Lengronne                                  |
| Chapelle du château de la Chaise                                                               | Les Loges-Marchis              |         | 48° 32′ 25″ nord, 1° 03′ 37″ ouest |                |            |      | Image manquante Téléverser                                               |
| Chapelle Sainte-Anne de Grattechef                                                             | Lessay                         |         | 49° 14′ 58″ nord, 1° 34′ 23″ ouest |                |            |      | Chapelle Sainte-Anne de Grattechef                                       |
| Chapelle Saint-Michel de Lestre                                                                | Lestre                         |         | 49° 31′ 05″ nord, 1° 18′ 43″ ouest | « PA00110439 » |            |      | Chapelle Saint-Michel de Lestre                                          |
| Chapelle Saint-Roch de Millières                                                               | Millières                      |         | 49° 11′ 13″ nord, 1° 27′ 19″ ouest |                |            |      | Chapelle Saint-Roch de Millières                                         |
| Chapelle Saints Wilmer-et-Wandrille de l'Épinerie                                              | Millières                      |         | 49° 11′ 45″ nord, 1° 27′ 41″ ouest |                |            |      | Chapelle Saints Wilmer-et-Wandrille de l'Épinerie                        |
| Chapelle Saint-Pierre de Montbray                                                              | Montbray                       |         | 48° 52′ 50″ nord, 1° 05′ 46″ ouest |                |            |      | Chapelle Saint-Pierre de Montbray                                        |
| Chapelle du cimetière militaire américain de Saint-James                                       | Montjoie-Saint-Martin          |         | 48° 31′ 09″ nord, 1° 18′ 08″ ouest |                |            |      | Chapelle du cimetière militaire américain de Saint-James                 |
| Chapelle Saint-Denis de Saint-Denis (Manche)                                                   | Montjoie-Saint-Martin          |         | 48° 32′ 03″ nord, 1° 16′ 42″ ouest |                |            |      | Image manquante Téléverser                                               |
| Chapelle Saint-Pierre du Château                                                               | Montsenelle                    |         | 49° 19′ 18″ nord, 1° 25′ 51″ ouest |                |            |      | Chapelle Saint-Pierre du Château                                         |
| Chapelle du Mesnil-Vitey                                                                       | Moon-sur-Elle                  |         | 49° 11′ 05″ nord, 1° 04′ 07″ ouest |                |            |      | Chapelle du Mesnil-Vitey                                                 |
| Chapelle Notre-Dame-de-l'Assomption de la Bizardière                                           | Mortain-Bocage                 |         | 48° 34′ 16″ nord, 0° 58′ 55″ ouest |                |            |      | Chapelle Notre-Dame-de-l'Assomption de la Bizardière                     |
| Chapelle du Sacré-Cœur du couvent des Ursulines de Mortain                                     | Mortain-Bocage                 |         | 48° 38′ 47″ nord, 0° 56′ 27″ ouest |                |            |      | Image manquante Téléverser                                               |
| Chapelle Saint-Michel dite Petite chapelle de Mortain                                          | Mortain-Bocage                 |         | 48° 38′ 37″ nord, 0° 55′ 59″ ouest |                |            |      | Chapelle Saint-Michel dite Petite chapelle de Mortain                    |
| Chapelle Saint-Clément de Donville                                                             | Méautis                        |         | 49° 17′ 50″ nord, 1° 16′ 50″ ouest |                |            |      | Chapelle Saint-Clément de Donville                                       |
| Chapelle du château de la Grimonnière                                                          | Néhou                          |         | 49° 26′ 16″ nord, 1° 34′ 00″ ouest |                |            |      | Image manquante Téléverser                                               |
| Chapelle Sainte-Madeleine d'Octeville-l'Avenel                                                 | Octeville-l'Avenel             |         | 49° 32′ 47″ nord, 1° 21′ 19″ ouest |                |            |      | Image manquante Téléverser                                               |
| Chapelle Saint-Hubert de Percy-en-Normandie                                                    | Percy-en-Normandie             |         | 48° 55′ 40″ nord, 1° 13′ 04″ ouest |                |            |      | Chapelle Saint-Hubert de Percy-en-Normandie                              |
| Chapelle du Bon Sauveur de Picauville                                                          | Picauville                     |         | 49° 22′ 39″ nord, 1° 25′ 42″ ouest | « PA50000042 » |            |      | Chapelle du Bon Sauveur de Picauville                                    |
| Chapelle Notre-Dame-de-la-Salette de Vindefontaine                                             | Picauville                     |         | 49° 20′ 20″ nord, 1° 25′ 30″ ouest |                |            |      | Chapelle Notre-Dame-de-la-Salette de Vindefontaine                       |
| Chapelle des Marins de Pirou-Plage                                                             | Pirou                          |         | 49° 10′ 04″ nord, 1° 35′ 39″ ouest |                |            |      | Chapelle des Marins de Pirou-Plage                                       |
| Chapelle Saint-Pierre du Mesnil-Durand                                                         | Pont-Hébert                    |         | 49° 09′ 12″ nord, 1° 08′ 59″ ouest |                |            |      | Chapelle Saint-Pierre du Mesnil-Durand                                   |
| Chapelle priorale Notre-Dame-de-Bon-Secours de Ballant                                         | Pontorson                      |         | 48° 32′ 35″ nord, 1° 25′ 30″ ouest |                |            |      | Chapelle priorale Notre-Dame-de-Bon-Secours de Ballant                   |
| Chapelle Saint-Antoine du centre hospitalier de l'Estran de Pontorson                          | Pontorson                      |         | 48° 33′ 08″ nord, 1° 30′ 56″ ouest |                |            |      | Image manquante Téléverser                                               |
| Chapelle de Denneville-Plage                                                                   | Port-Bail-sur-Mer              |         | 49° 18′ 13″ nord, 1° 41′ 43″ ouest |                |            |      | Image manquante Téléverser                                               |
| Chapelle Saint-Siméon de Portbail                                                              | Port-Bail-sur-Mer              |         | 49° 21′ 15″ nord, 1° 43′ 11″ ouest |                |            |      | Chapelle Saint-Siméon de Portbail                                        |
| Chapelle Notre-Dame-de-Grâce du Pont Rasé Isamberville                                         | Quettehou                      |         | 49° 35′ 09″ nord, 1° 18′ 15″ ouest |                |            |      | Chapelle Notre-Dame-de-Grâce du Pont Rasé Isamberville                   |
| Chapelle Notre-Dame-de-la-Délivrande du Mont                                                   | Rauville-la-Place              |         | 49° 23′ 29″ nord, 1° 31′ 17″ ouest |                |            |      | Chapelle Notre-Dame-de-la-Délivrande du Mont                             |
| Chapelle Saint-Clair de Saint-Clair (Manche)                                                   | Rauville-la-Place              |         | 49° 24′ 05″ nord, 1° 29′ 39″ ouest |                |            |      | Image manquante Téléverser                                               |
| Chapelle Notre-Dame-de-Pitié de Signy                                                          | Reffuveille                    |         | 48° 40′ 58″ nord, 1° 07′ 03″ ouest |                |            |      | Chapelle Notre-Dame-de-Pitié de Signy                                    |
| Chapelle Saint-Vital du rocher de l'Aiguille                                                   | Romagny Fontenay               |         | 48° 39′ 00″ nord, 0° 57′ 00″ ouest |                |            |      | Chapelle Saint-Vital du rocher de l'Aiguille                             |
| Chapelle Notre-Dame-de-Lourdes de Roncey                                                       | Roncey                         |         | 48° 58′ 20″ nord, 1° 21′ 02″ ouest |                |            |      | Chapelle Notre-Dame-de-Lourdes de Roncey                                 |
| Chapelle Saint-Éloi de Réville                                                                 | Réville                        |         | 49° 37′ 20″ nord, 1° 15′ 43″ ouest | « PA50000003 » |            |      | Chapelle Saint-Éloi de Réville                                           |
| Chapelle Notre-Dame-de-Pitié de Sacey                                                          | Sacey                          |         | 48° 30′ 21″ nord, 1° 27′ 03″ ouest | « PA00110664 » |            |      | Chapelle Notre-Dame-de-Pitié de Sacey                                    |
| Chapelle Saint-Thomas de Sacey                                                                 | Sacey                          |         | 48° 30′ 41″ nord, 1° 27′ 07″ ouest |                |            |      | Image manquante Téléverser                                               |
| Chapelle Notre-Dame-du-Bon-Secours et du Saint-Prophète-David du Jarry                         | Saint-Cyr-du-Bailleul          |         | 48° 34′ 22″ nord, 0° 51′ 02″ ouest |                |            |      | Chapelle Notre-Dame-du-Bon-Secours et du Saint-Prophète-David du Jarry   |
| Chapelle Sainte-Barbe-et-Sainte-Radegonde de la Hamelinière                                    | Saint-Cyr-du-Bailleul          |         | 48° 34′ 58″ nord, 0° 51′ 35″ ouest |                |            |      | Image manquante Téléverser                                               |
| Chapelle du monastère Sainte-Claire de Saint-Hilaire-du-Harcouët                               | Saint-Hilaire-du-Harcouët      |         | 48° 34′ 33″ nord, 1° 05′ 14″ ouest |                |            |      | Chapelle du monastère Sainte-Claire de Saint-Hilaire-du-Harcouët         |
| Chapelle Saint-Yves de Saint-Hilaire-du-Harcouët                                               | Saint-Hilaire-du-Harcouët      |         | 48° 34′ 54″ nord, 1° 06′ 12″ ouest |                |            |      | Chapelle Saint-Yves de Saint-Hilaire-du-Harcouët                         |
| Chapelle Sainte-Barbe de Carnet                                                                | Saint-James                    |         | 48° 30′ 47″ nord, 1° 20′ 28″ ouest | « PA00110656 » |            |      | Chapelle Sainte-Barbe de Carnet                                          |
| Chapelle Saint-Benoît de Saint-Benoît-de-Beuvron                                               | Saint-James                    |         | 48° 32′ 14″ nord, 1° 19′ 39″ ouest |                |            |      | Chapelle Saint-Benoît de Saint-Benoît-de-Beuvron                         |
| Chapelle Saint-Marc-et-Saint-Léonard de Boucéel                                                | Saint-James                    |         | 48° 34′ 01″ nord, 1° 21′ 50″ ouest |                |            |      | Image manquante Téléverser                                               |
| Chapelle Saint-Pierre de Launay                                                                | Saint-Jean-d'Elle              |         | 49° 05′ 19″ nord, 1° 00′ 26″ ouest |                |            |      | Chapelle Saint-Pierre de Launay                                          |
| Chapelle Notre-Dame-de-Bon-Secours-et-de-toute-Vertu du Chatelier                              | Saint-Jean-de-la-Haize         |         | 48° 44′ 56″ nord, 1° 20′ 42″ ouest |                |            |      | Chapelle Notre-Dame-de-Bon-Secours-et-de-toute-Vertu du Chatelier        |
| Chapelle Notre-Dame-de-Gloire de Pont à la Vieille                                             | Saint-Joseph                   |         | 49° 31′ 30″ nord, 1° 30′ 28″ ouest |                |            |      | Chapelle Notre-Dame-de-Gloire de Pont à la Vieille                       |
| Chapelle de la Madeleine de Saint-Lô                                                           | Saint-Lô                       |         | 49° 07′ 02″ nord, 1° 03′ 40″ ouest | « PA00110583 » |            |      | Chapelle de la Madeleine de Saint-Lô                                     |
| Chapelle de la fondation Bon-Sauveur de Saint-Lô                                               | Saint-Lô                       |         | 49° 06′ 34″ nord, 1° 05′ 47″ ouest |                |            |      | Chapelle de la fondation Bon-Sauveur de Saint-Lô                         |
| Chapelle des Sœurs de la communauté du Bon-Sauveur de Saint-Lô                                 | Saint-Lô                       |         | 49° 06′ 41″ nord, 1° 06′ 02″ ouest |                |            |      | Chapelle des Sœurs de la communauté du Bon-Sauveur de Saint-Lô           |
| Chapelle dite du Bouloir de Saint-Lô                                                           | Saint-Lô                       |         | 49° 06′ 38″ nord, 1° 05′ 05″ ouest |                |            |      | Chapelle dite du Bouloir de Saint-Lô                                     |
| Chapelle Saint-Jean-XXIII de Saint-Lô                                                          | Saint-Lô                       |         | 49° 07′ 12″ nord, 1° 05′ 22″ ouest |                |            |      | Chapelle Saint-Jean-XXIII de Saint-Lô                                    |
| Chapelle Saint-Christophe de Saint-Martin-d'Aubigny                                            | Saint-Martin-d'Aubigny         |         | 49° 09′ 13″ nord, 1° 19′ 57″ ouest |                |            |      | Chapelle Saint-Christophe de Saint-Martin-d'Aubigny                      |
| Chapelle Notre-Dame-de-Lourdes de la Cavée                                                     | Saint-Martin-d'Audouville      |         | 49° 31′ 22″ nord, 1° 22′ 25″ ouest |                |            |      | Chapelle Notre-Dame-de-Lourdes de la Cavée                               |
| Chapelle Saint-Sauveur de Saint-Sauveur-de-Bonfossé                                            | Saint-Martin-de-Bonfossé       |         | 49° 02′ 40″ nord, 1° 11′ 22″ ouest |                |            |      | Chapelle Saint-Sauveur de Saint-Sauveur-de-Bonfossé                      |
| Chapelle des Nouettes à Saint-Michel-de-Montjoie                                               | Saint-Michel-de-Montjoie       |         | 48° 46′ 24″ nord, 1° 01′ 10″ ouest |                |            |      | Chapelle des Nouettes à Saint-Michel-de-Montjoie                         |
| Chapelle du Carmel du Saint-Enfant-Jésus de Prague de Saint-Pair-sur-Mer                       | Saint-Pair-sur-Mer             |         | 48° 48′ 44″ nord, 1° 33′ 45″ ouest |                |            |      | Image manquante Téléverser                                               |
| Chapelle Sainte-Anne de Saint-Pair-sur-Mer                                                     | Saint-Pair-sur-Mer             |         | 48° 48′ 48″ nord, 1° 34′ 09″ ouest |                |            |      | Chapelle Sainte-Anne de Saint-Pair-sur-Mer                               |
| Chapelle Saint-Gaud de Saint-Pair-sur-Mer                                                      | Saint-Pair-sur-Mer             |         | 48° 48′ 54″ nord, 1° 34′ 12″ ouest |                |            |      | Chapelle Saint-Gaud de Saint-Pair-sur-Mer                                |
| Chapelle Saint-Jean-Chrysostome de la Turtière                                                 | Saint-Pierre-Langers           |         | 48° 47′ 24″ nord, 1° 28′ 36″ ouest |                |            |      | Image manquante Téléverser                                               |
| Chapelle Notre-Dame-de-Boulogne de la Maubrairie                                               | Saint-Pierre-d'Arthéglise      |         | 49° 24′ 52″ nord, 1° 41′ 56″ ouest |                |            |      | Chapelle Notre-Dame-de-Boulogne de la Maubrairie                         |
| Chapelle de Hautmesnil - La Cresperie                                                          | Saint-Sauveur-le-Vicomte       |         | 49° 21′ 02″ nord, 1° 32′ 35″ ouest |                |            |      | Image manquante Téléverser                                               |
| Chapelle Sainte-Madeleine de Chassilly                                                         | Saint-Senier-de-Beuvron        |         | 48° 33′ 45″ nord, 1° 18′ 36″ ouest |                |            |      | Image manquante Téléverser                                               |
| Chapelle des marins de Saint-Vaast-la-Hougue                                                   | Saint-Vaast-la-Hougue          |         | 49° 35′ 05″ nord, 1° 15′ 45″ ouest | « PA00110607 » |            |      | Chapelle des marins de Saint-Vaast-la-Hougue                             |
| Chapelle Saint-Clément de Tatihou                                                              | Saint-Vaast-la-Hougue          |         | 49° 35′ 11″ nord, 1° 14′ 27″ ouest |                |            |      | Chapelle Saint-Clément de Tatihou                                        |
| Chapelle du manoir de l'Acherie                                                                | Sainte-Cécile                  |         | 48° 50′ 48″ nord, 1° 11′ 31″ ouest |                |            |      | Chapelle du manoir de l'Acherie                                          |
| Chapelle Notre-Dame-de-Lourdes de Sainte-Geneviève                                             | Sainte-Geneviève               |         | 49° 39′ 22″ nord, 1° 18′ 43″ ouest |                |            |      | Chapelle Notre-Dame-de-Lourdes de Sainte-Geneviève                       |
| Chapelle Saint-Jacques-et-Saint-François de Sainte-Geneviève                                   | Sainte-Geneviève               |         | 49° 39′ 40″ nord, 1° 19′ 33″ ouest |                |            |      | Image manquante Téléverser                                               |
| Chapelle de la Madeleine de Sainte-Marie-du-Mont                                               | Sainte-Marie-du-Mont           |         | 49° 25′ 02″ nord, 1° 11′ 11″ ouest |                |            |      | Image manquante Téléverser                                               |
| Chapelle Sainte-Suzanne de Sottevast                                                           | Sottevast                      |         | 49° 31′ 02″ nord, 1° 35′ 58″ ouest | « PA00110614 » |            |      | Chapelle Sainte-Suzanne de Sottevast                                     |
| Chapelle de la Moinerie                                                                        | Sourdeval                      |         | 48° 42′ 34″ nord, 0° 55′ 29″ ouest |                |            |      | Chapelle de la Moinerie                                                  |
| Chapelle Sainte-Ergoueffe de Surtainville                                                      | Surtainville                   |         | 49° 27′ 30″ nord, 1° 48′ 56″ ouest | « PA00125305 » |            |      | Chapelle Sainte-Ergoueffe de Surtainville                                |
| Chapelle du manoir de Bléhou                                                                   | Terre-et-Marais                |         | 49° 15′ 08″ nord, 1° 21′ 15″ ouest |                |            |      | Chapelle du manoir de Bléhou                                             |
| Chapelle Saint-Ortaire de Ferme de Raffoville                                                  | Terre-et-Marais                |         | 49° 16′ 00″ nord, 1° 19′ 59″ ouest |                |            |      | Chapelle Saint-Ortaire de Ferme de Raffoville                            |
| Chapelle Saint-Pierre-aux-Liens des Capitaines                                                 | Tollevast                      |         | 49° 34′ 04″ nord, 1° 36′ 58″ ouest |                |            |      | Image manquante Téléverser                                               |
| Chapelle Saint-Éloi de Torigni-sur-Vire                                                        | Torigni-sur-Vire               |         | 49° 02′ 16″ nord, 0° 58′ 58″ ouest |                |            |      | Chapelle Saint-Éloi de Torigni-sur-Vire                                  |
| Chapelle Notre-Dame-de-la-Paix de Tourville-sur-Sienne                                         | Tourville-sur-Sienne           |         | 49° 03′ 20″ nord, 1° 30′ 43″ ouest |                |            |      | Image manquante Téléverser                                               |
| Chapelle de l'abbaye bénédictine de Valognes                                                   | Valognes                       |         | 49° 30′ 12″ nord, 1° 27′ 49″ ouest |                |            |      | Chapelle de l'abbaye bénédictine de Valognes                             |
| Chapelle de l'Hôtel Dieu de Valognes                                                           | Valognes                       |         | 49° 30′ 21″ nord, 1° 28′ 33″ ouest |                |            |      | Chapelle de l'Hôtel Dieu de Valognes                                     |
| Chapelle Notre-Dame-de-la-Victoire de Valognes                                                 | Valognes                       |         | 49° 30′ 05″ nord, 1° 27′ 03″ ouest |                |            |      | Chapelle Notre-Dame-de-la-Victoire de Valognes                           |
| Chapelle Notre-Dame-de-Consolation de Vesly                                                    | Vesly                          |         | 49° 15′ 26″ nord, 1° 30′ 08″ ouest |                |            |      | Chapelle Notre-Dame-de-Consolation de Vesly                              |
| Chapelle de l'institut Saint-Joseph de Villedieu-les-Poêles                                    | Villedieu-les-Poêles-Rouffigny |         | 48° 50′ 20″ nord, 1° 13′ 08″ ouest |                |            |      | Chapelle de l'institut Saint-Joseph de Villedieu-les-Poêles              |
| Chapelle du centre hospitalier de Villedieu-les-Poêles                                         | Villedieu-les-Poêles-Rouffigny |         | 48° 50′ 32″ nord, 1° 13′ 21″ ouest |                |            |      | Chapelle du centre hospitalier de Villedieu-les-Poêles                   |